# مسح لولبي

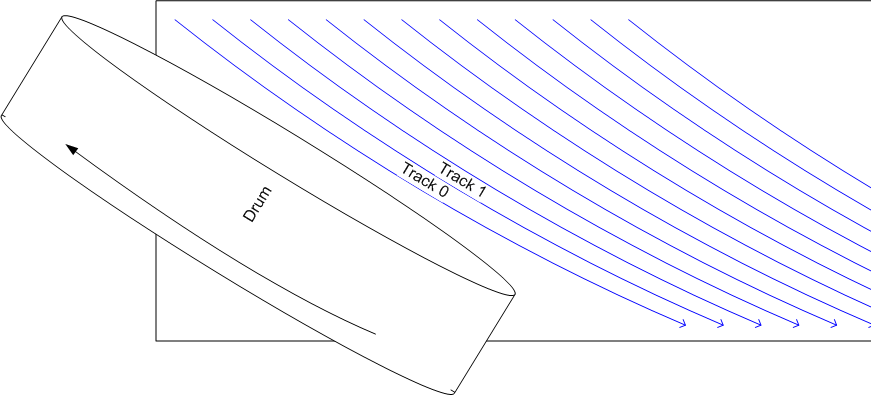
طريقة التسجيل بالمسح اللولبي

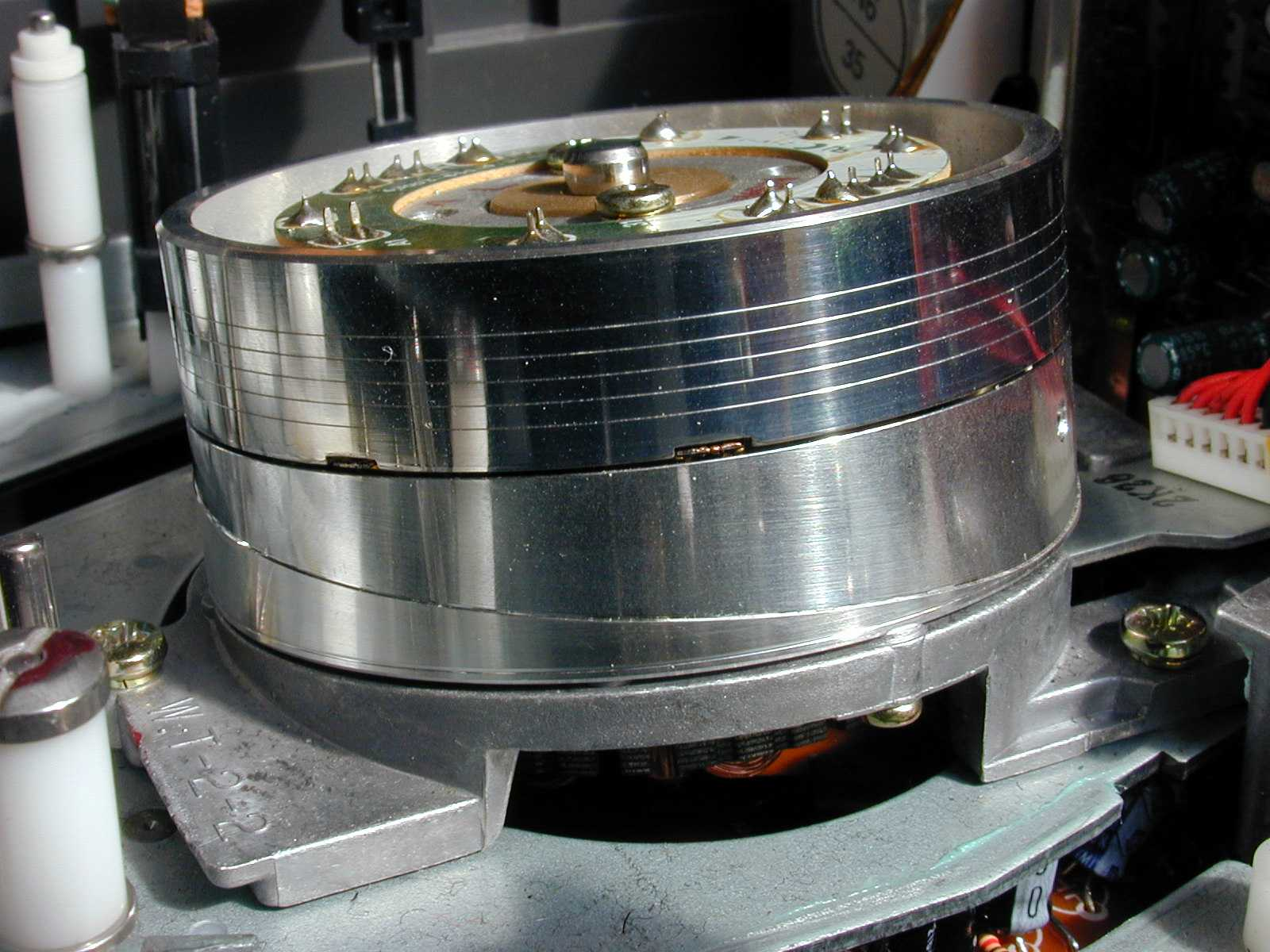
أسطوانة الرؤوس لجهاز VHS بنظام ألوان NTSC و مزود بتقنية Hi-Fi، و تظهر ثلاثة من الرؤوس الستة مقابِلةً للقارئ. المسار اللولبي للشريط حول الأسطوانة يبدو واضحاً تماماً.

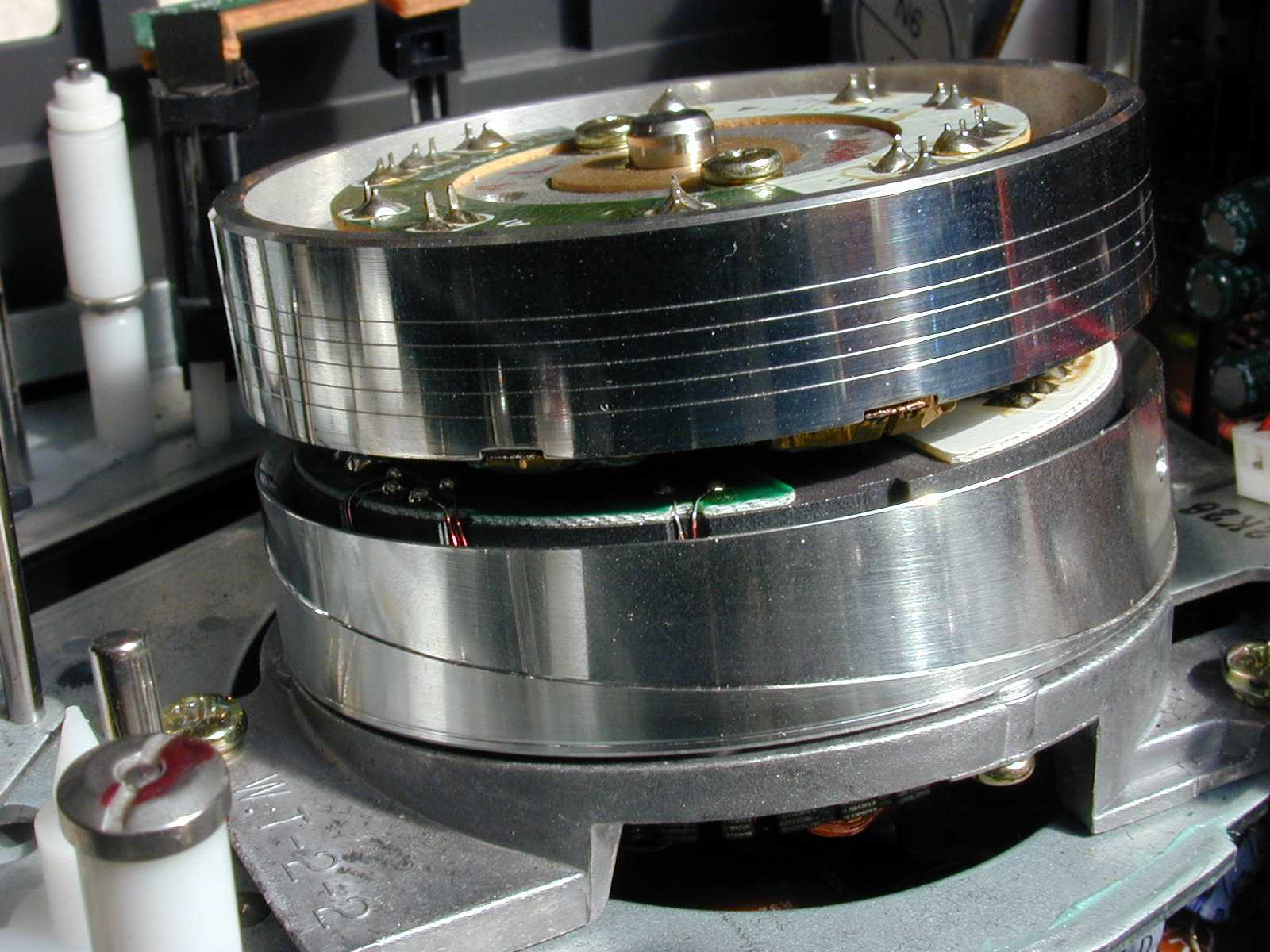
نفس أسطوانة الرؤوس السابقة، و لكن رُفِع القسم الدوار من أجل الإيضاح

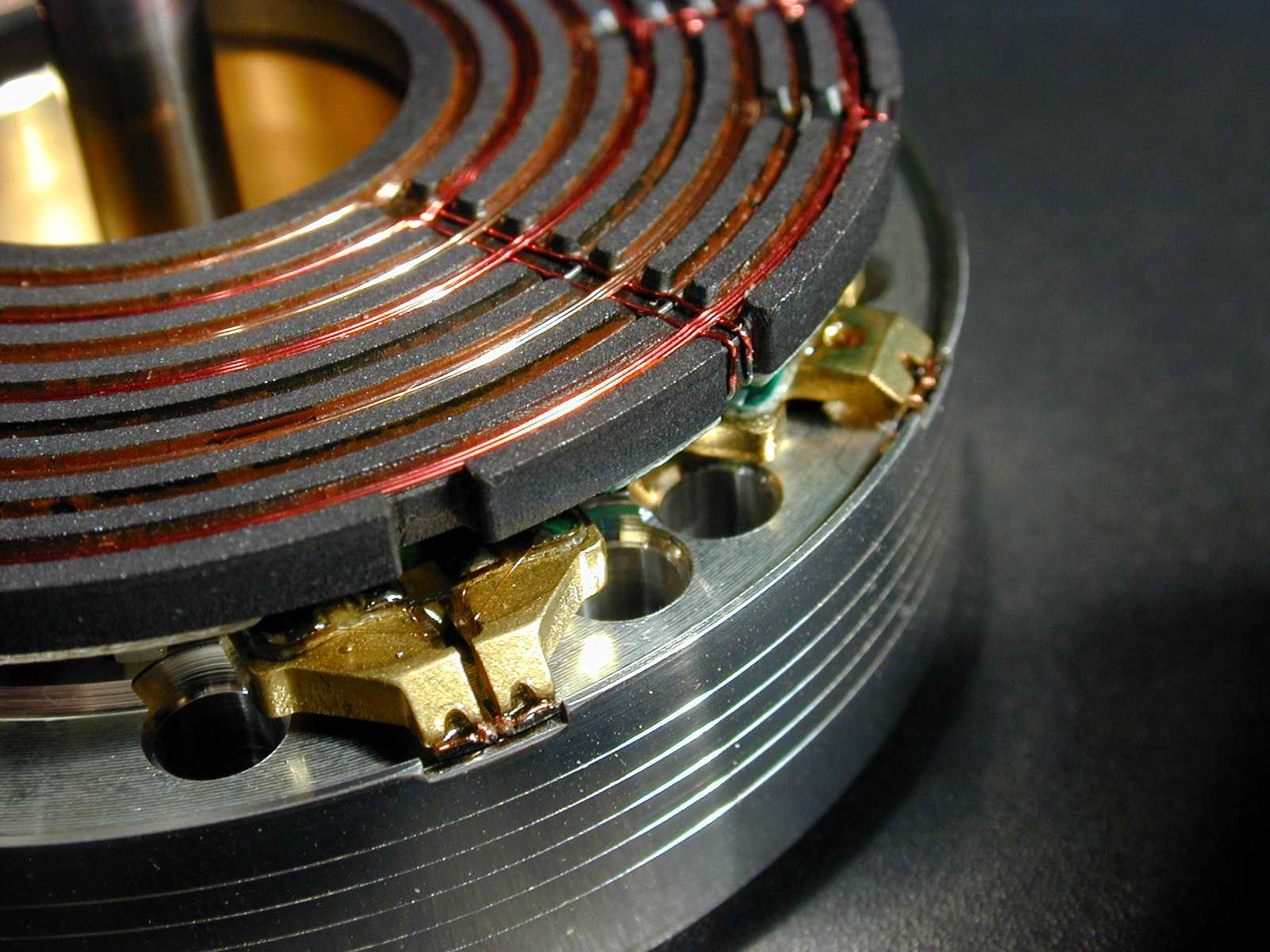
القسم الدوار من أسطوانة الرؤوس و يظهر فيه المحول الدوار و ثلاثة من الرؤوس الستة المستخدمة في هذا الطراز من أجهزة الفيديو كاسيت

المسح اللولبي (Helical scan) هو أسلوب لتسجيل الإشارات عالية التردد على شريط مغناطيسي. يُستخدَم هذا الأسلوب في مسجلات الفيديو ذات البكرة المفتوحة و مسجلات الفيديو كاسيت و مسجلات الصوت الرقمي و بعض مشغلات الأشرطة الخاصة بالكومبيوتر.

## مقارنة بين التسجيل بأسلوب المسح اللولبي و التسجيل بالأسلوب الخطي
في أنظمة تسجيل الأشرطة التي تستخدم رأس التسجيل الثابت، يُسَيَّر شريط التسجيل على رأس التسجيل بسرعة ٍ ثابتة، و يقوم الرأس بتوليد حقل مغناطيسي متغير يتوافق مع الإشارة المراد تسجيلها، و هذا يجبر الجزيئات المغناطيسية على سطح الشريط على الاصطفاف بموازاة الحقل المغناطيسي المتولد عند رأس التسجيل، و مع ابتعاد الشريط عن الرأس تظل الجزيئات حاملةً للبصمة المغناطيسية من خلال الاتجاه الفراغي لحقولها المغناطيسية.
إذا تحرك الشريط ببطءٍ شديد فإن الإشارات ذات الترددات العالية لن تُسَجَّل على الشريط، ففي هذه الحالة تتأرجح القطبية المغناطيسية للجزيئات المجاورة لرأس التسجيل فتبقى هذه الجزيئات في حالة قطبية مغناطيسية عشوائية، و بذلك يمكن النظر إلى كثافة الإشارة ذات النطاق العريض على أنها مرتبطة بسرعة حركة الشريط أثناء التسجيل، فكلما كانت سرعة مرور الشريط أعلى، كلما أمكن تسجيل إشارات ذات ترددات أعلى.
تحتاج إشارة الفيديو إلى عرض نطاق أكبر بكثير مما تحتاجه إشارة الأوديو، لدرجةٍ تجعل من الضروري أن يتحرك شريط الفيديو بسرعة كبيرة جداً أمام رأس التسجيل لكي يتمكن من التقاط الإشارة. هذه الفكرة تجعل من غير العملي استخدام أسلوب التسجيل الخطي لإشارات الفيديو، لأنه يتطلب شريط تسجيل هائل الطول.
الحل المعتمَد بشكلٍ عامٍ لهذه المشكلة هو في جعل رأس التسجيل يدور بسرعة كبيرة أمام الشريط الذي يتحرك بسرعة منخفضة. لتحقيق ذلك وجب جعل الرأس يدور بزاوية انحراف تجعله يقابل منطقةً جديدةً من الشريط عند كلّ دورةٍ للرأس. يُسَجَّل كل جزءٍ من الإشارة كخطٍّ مائلٍ قصير، و تتجاور الخطوط المائلة مع بعضها البعض على امتداد الشريط. تُعرَف هذه الطريقة باسم «المسح اللولبي» و ذلك بسبب سير شريط التسجيل حول الأسطوانة الدائرية في مسارٍ مائلٍ بزاويةٍ تجعله يأخذ شكلاً لولبياً. إن الفرق في السرعة بين حركة رأس التسجيل و الحركة الخطية لشريط التسجيل هو فرقٌ كبيرٌ جداً، فقد تكون السرعة مثلاً 5800 ميلليمتر في الثانية للرأس، و 35 ميلليمتر في الثانية للشريط.

## تاريخياً
مع ظهور البث التلفزيوني في اليابان في بدايات الخمسينات من القرن العشرين، ظهر توجهٌ إلى تطوير طريقةٍ لحفظ الإشارات التلفزيونية على وسيطٍ مغناطيسي. قام الدكتور Norikazu Sawazaki بتطوير نموذجٍ أوليٍ من جهاز تسجيلٍ يعمل بأسلوب المسح اللولبي في عام 1953. بشكلٍ منفصلٍ كان Eduard Schüller في ألمانيا يقوم أيضاً بتطوير طريقةٍ للتسجيل بأسلوب المسح اللولبي.
عندما طورت شركة Ampex نظام التسجيل على شريط الفيديو المغناطيسي Quadruplex عام 1956، كان النظام مقيداً ببعض القيود، ربما أهمُها افتقاره إلى وظيفة التوقف المؤقت (Pause) و عدم إمكانية إظهار إطار صورة ثابت، و ذلك لأن إشارة الصورة كانت مقسمةً إلى أجزاءٍ تسجل على الشريط بشكلٍ منفصلٍ عن بعضها (يحتوي كل جزءٍ 16 خطاً من الصورة فقط)، لذلك فعند توقف حركة الشريط كان جزء واحد فقط من الصورة يظهر لرؤوس القراءة، و قد قام نظام المسح اللولبي بتجاوز هذا القصور.
قامت شركة Toshiba بتقديم نظام مسحٍ لولبيٍ لصناعة التلفزيون عام 1959. خلال الستينات و السبعينات من القرن العشرين، تم طرح العديد من الأجهزة العاملة بنظام المسح اللولبي من قِبَلِ العديد من المصنعين و سُوِقَت في مختلف أنحاء العالم.
أخذت تقنية المسح اللولبي بالسيطرة بسرعةٍ على سوق أجهزة تسجيل الفيديو نظراً لانخفاض تعقيداتها، و ثباتيتها العالية، و انخفاض تكاليف التصنيع و الخدمة، و خفة وزن الأجهزة، و انخفاض استهلاكها للطاقة الكهربائية، و عدة خصائص أخرى، و ذلك عند مقارنتها مع تجهيزات نظام Quadruplex.
هذه العوامل جعلت من الممكن في النهاية جلب أنظمة تسجيل الفيديو إلى المنازل في صيغة أشرطة فيديو كاسيت.

## معرض صور

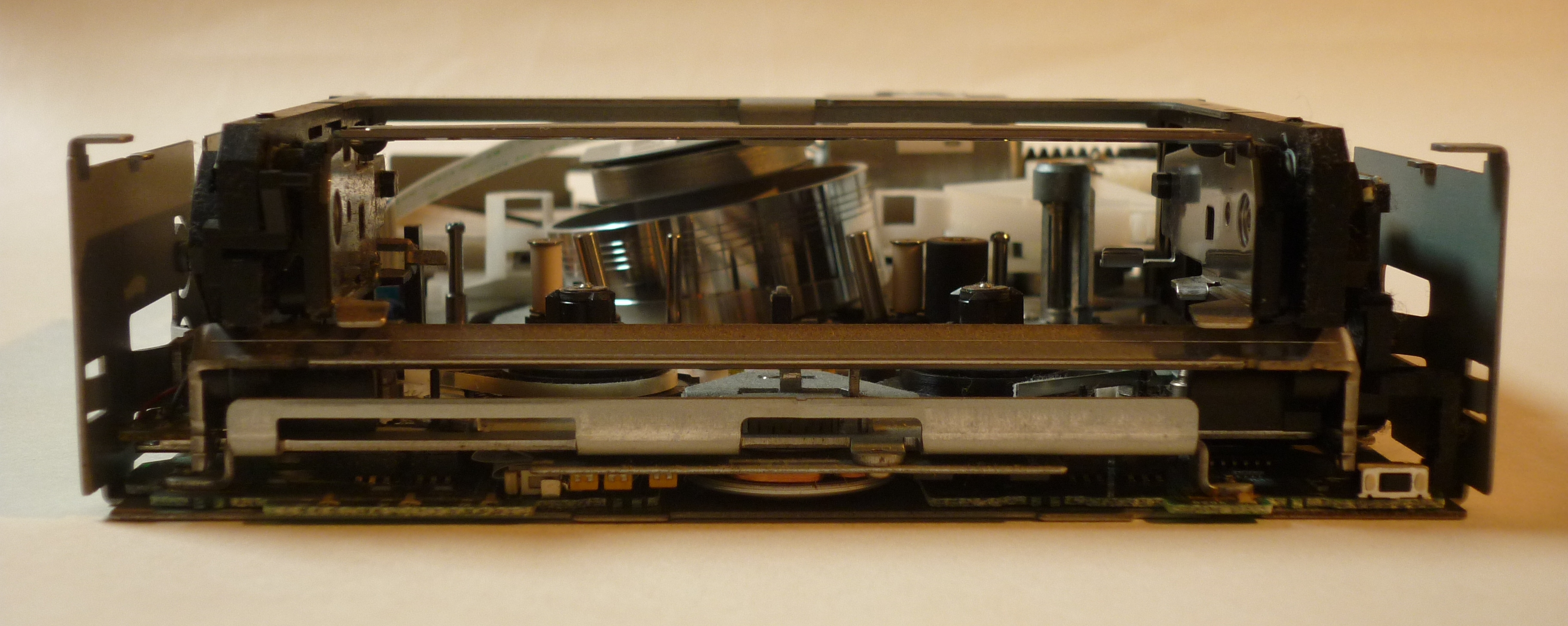
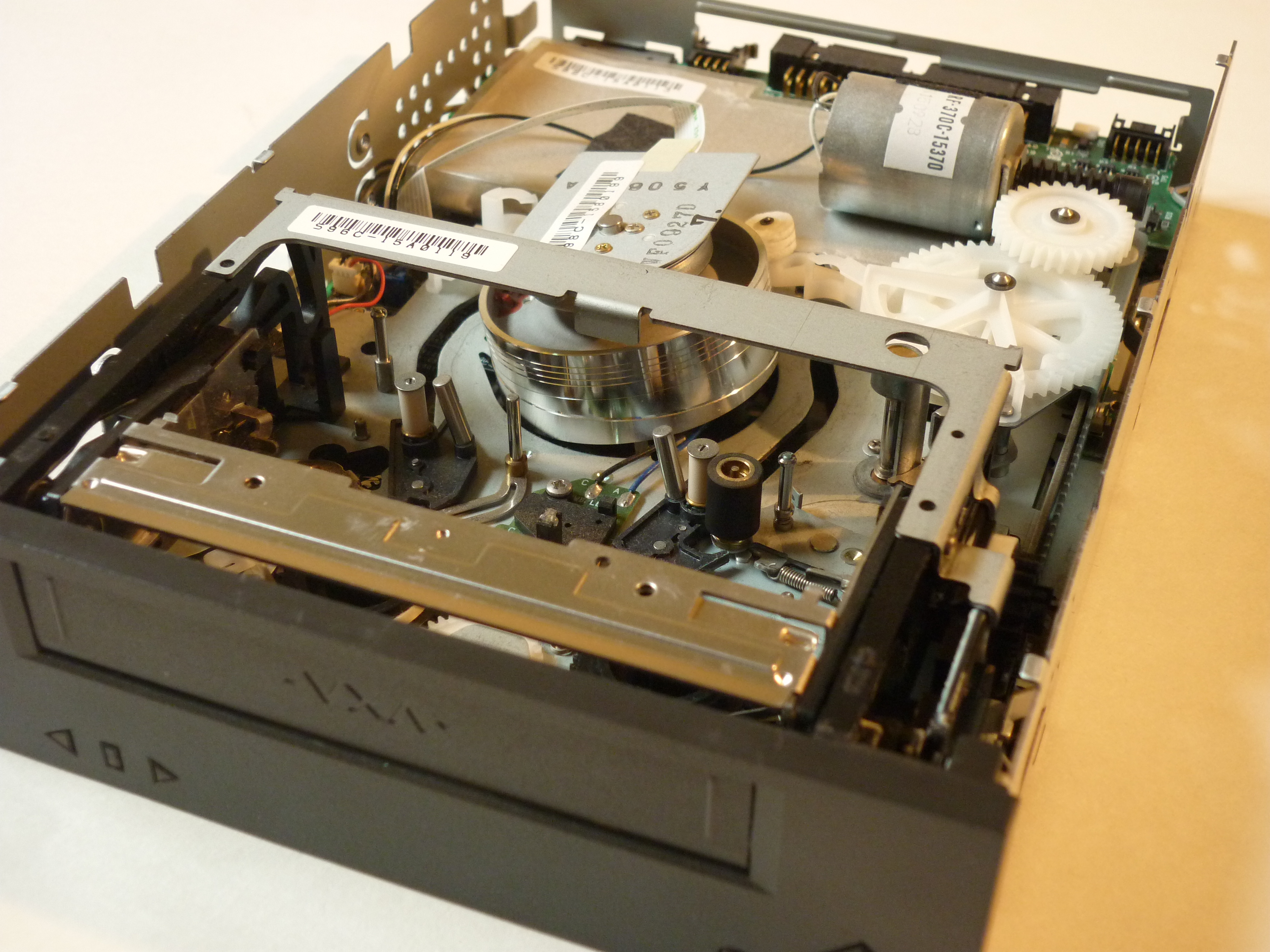
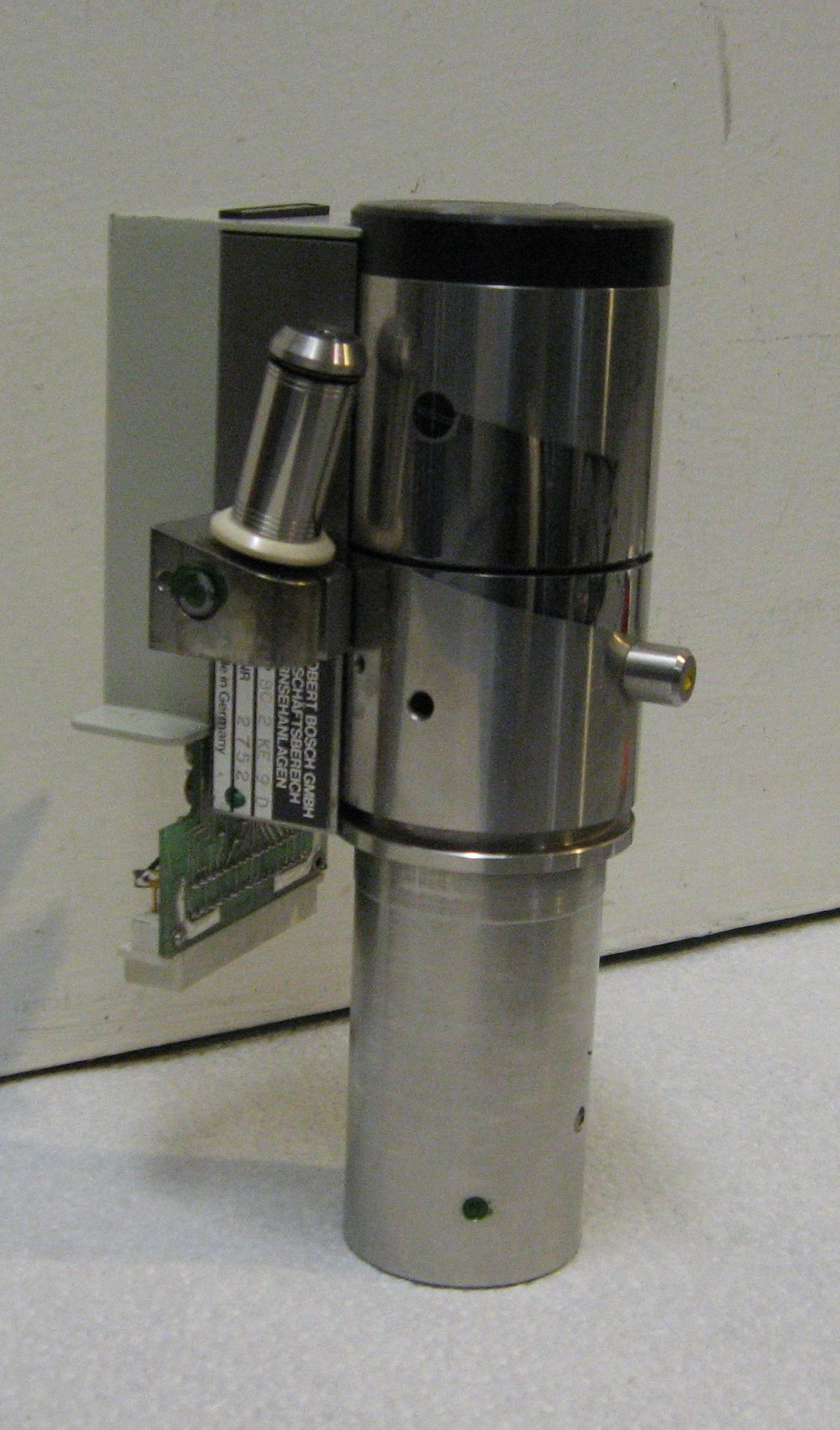